# Santa Maria in Tempulo
Santa Maria in Tempulo, även benämnd Santa Maria in Tempore, är en dekonsekrerad kyrkobyggnad i Rom, helgad åt Jungfru Maria. Kyrkan är belägen vid Via di Valle delle Camene i Rione Celio.
Tillnamnet ”in Tempulo” antas komma av Tempulus, klostrets grundare. En annan teori innebär att namnet har att göra med att kyrkan uppfördes i närheten av ruinerna efter ett antikt romerskt tempel (jämför latinets templum).

## Historia
Ursprunget till denna kyrka utgörs av oratoriet Sant'Agata de Tempulo. Kyrkan Santa Maria in Tempulos första dokumenterade omnämnande återfinns i Regesto di Subiaco från år 1035. Klostret Santa Maria in Tempulo övergavs dock år 1221 och anges i Il Catalogo di Torino från cirka år 1320 vara förstört (”est destructa”).
I början av 1900-talet hävdade den tyske arkeologen Christian Hülsen att kyrkan Santa Maria in Tempulo var identisk med en liten bondgårdsbyggnad vid Villa Mattei.
Kyrkan hyste en berömd ikon, vilken numera finns i kyrkan Santa Maria del Rosario a Monte Mario.

## Omnämningar i kyrkoförteckningar
| Katalog                      | År         | Benämning                                                             |
| ---------------------------- | ---------- | --------------------------------------------------------------------- |
| Catalogo di Cencio Camerario | 1192       | mon. Tempoli                                                          |
| Il Catalogo Parigino         | cirka 1230 | s. Maria in Tempore                                                   |
| Il Catalogo di Torino        | cirka 1320 | Ecclesia sancte Marie in Tempore — est destructa non habet servitorem |

## Bilder
| - Santa Maria in Tempulo, här benämnd MONASTERIVM TEMPVLI, på Rodolfo Lancianis karta över det antika och moderna Rom från år 1893–1901. |